# Група грађана
Група грађана је облик удруживања бирача ради заједничког учешћа на изборима. Бирачи своје међусобне односе, укључујући и одређивање одговорног лица, уређују, у складу са одговарајућим прописима. Групу грађана образује најмање десет бирача споразумом који се закључује након расписивања избора. Поред групе грађана, на изборима у Србији могу учествовати и регистрована политичка странка и коалиција политичких странака.
Група грађана се не региструје, па је стога правно треба разликовати од политичког удружења грађана или политичког покрета у смислу Закона о удружењима, по којем је удружење грађана правно лице, које тај статус стиче уписом у регистар удружења који се води код Агенције за привредне регистре.
Будући да нема својство правног лица група грађана, ван политичких институција, не може учествовати у правном промету. Самим тим не може да закључује било какве уговоре и ван политичких институција представља неформално организовану групу људи.
За разлику од групе грађана коју искључиво могу да чине физичка лица, удружење грађана могу да оснују физичка лица, правна лица или и правна и физичка лица. За оснивање удружења грађана довољно је постојање најмање три оснивача, који могу да буду домаћа и страна физичка или правна лица.